# Nehden
Nehden je vesnice v Severním Porýní-Vestfálsku v Německu, od 1. ledna 1975 administrativní součást města Brilon, od něhož je vzdálená asi 6 km na severovýchod.

## Paleontologická lokalita

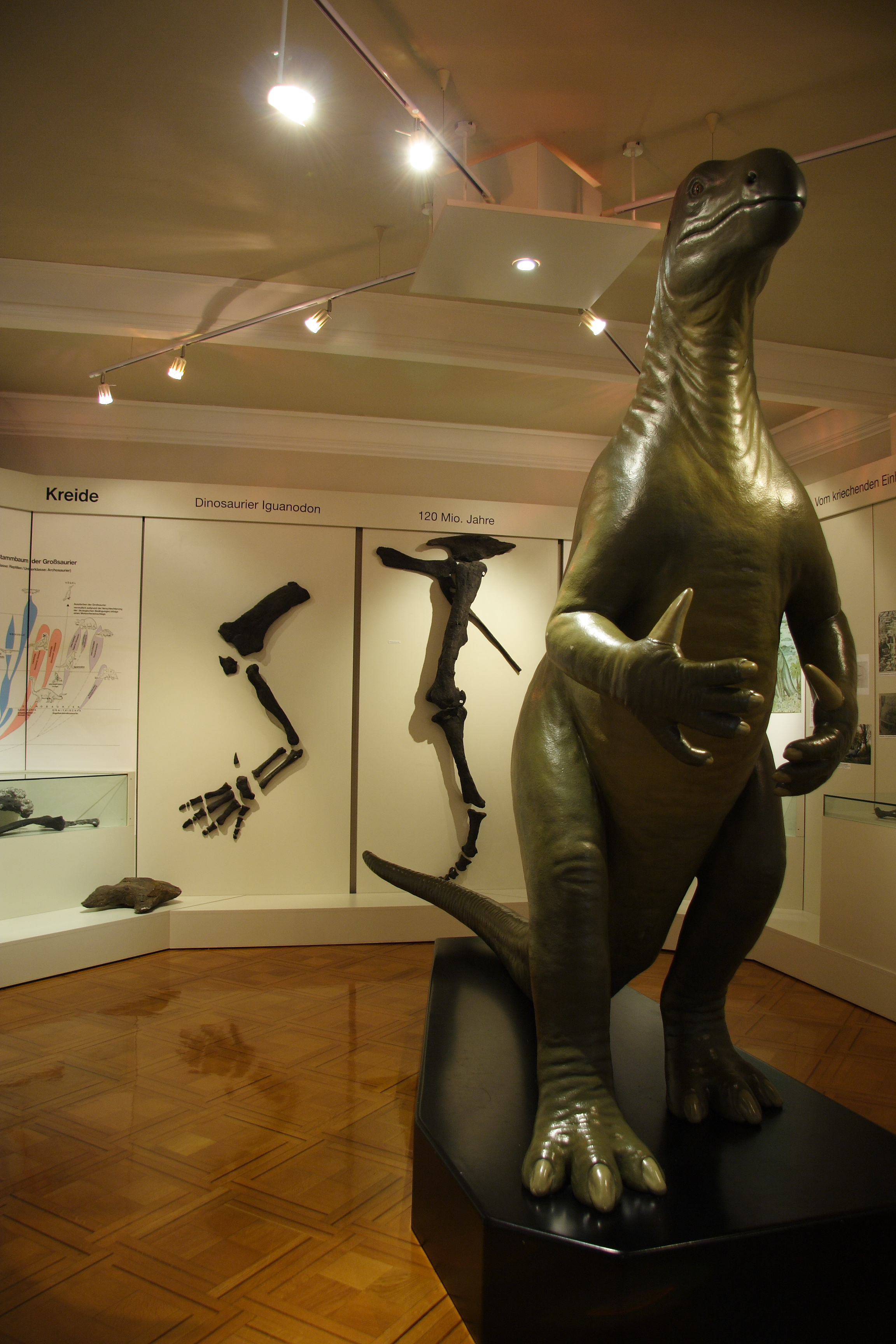
Paleontologická expozice v Brilonu

Vesnice se proslavila svým mramorovým lomem, v němž byly nalezeny zkamenělé pozůstatky mnoha prehistorických zvířat, mezi nimi dinosaurů Iguanodon bernissartensis a Iguanodon atherfieldensis, který však byl roku 2008 překlasifikován na druh Dollodon bampingi. Velká akumulace uhynulých iguanodonů na malé ploše podpořila teorii o jejich seskupování do stád.
Nálezy z nehdenského kamenolomu jsou vystaveny v muzeu Haus Hövener v Brilonu a ve sbírkách Geologicko-paleontologického institutu a muzea univerzity v Münsteru.